# NGC 2415
NGC 2415 (również PGC 21399 lub UGC 3930) – galaktyka nieregularna (Im), znajdująca się w gwiazdozbiorze Bliźniąt. Odkrył ją William Herschel 10 marca 1790 roku.
W galaktyce tej zaobserwowano do tej pory dwie supernowe – SN 1998Y i SN 2000C.